# Line Monty
Line Monty, pseudonimo di Éliane Serfati (in arabo لين مونتى‎?; Algeri, 1926 – Parigi, 19 agosto 2003), è stata una cantautrice algerina.
Di famiglia ebraica, fu notevole interprete di diversi stili musicali come l'andaluso, il chaabi e la rumba franco-araba, che mescola di ritmi latini, rumba, cha-cha-cha, tango con varietà franco-orientali. Le si devono interpretazioni di successi come Alger Alger, Ya oummi ya oummi, Ana n'habek, Laissez-moi vivre e Berkana Mankoum.
Considerata una diva in Algeria, trovò grande apprezzamento anche negli Stati Uniti, in Canada, America Latina e Vicino Oriente.
Fece sensazione a Il Cairo (Egitto), dove il suo amico Farid al-Atrash compose una canzone espressamente per lei.